# Marie Bell

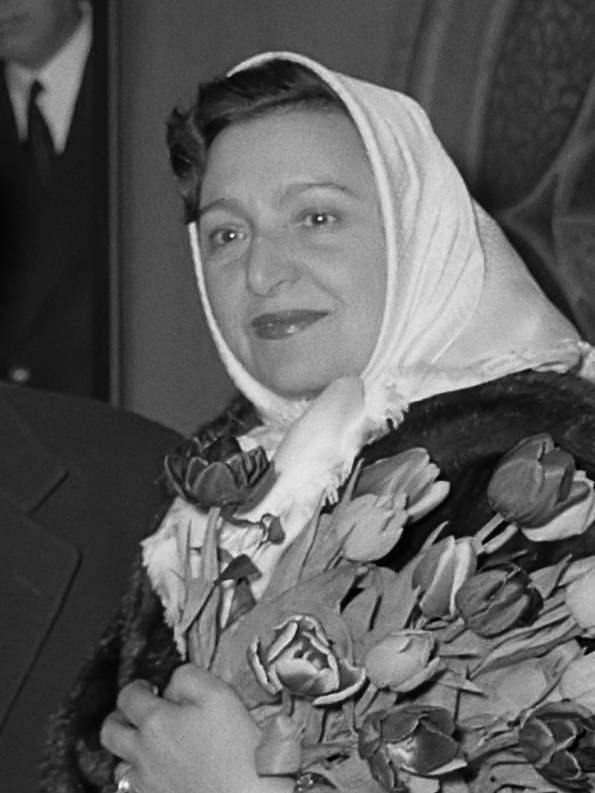
Marie Bell (1956)

Marie Bell (* 23. Dezember 1900 als Marie-Jeanne Bellon in Bègles bei Bordeaux; † 14. August 1985 in Neuilly-sur-Seine) war eine französische Schauspielerin und Theaterdirektorin.

## Theater
Marie Bell erhielt ihre künstlerische Ausbildung am Pariser Konservatorium. 1921 begann sie ihre Laufbahn als Theaterschauspielerin an der Comédie-Française. 1928 berief man sie dort zur Gesellschafterin. Bis 1946 blieb Bell an dieser bedeutendsten Theaterbühne Frankreichs aktiv. Zwischendurch wurde Marie Bell Mitte der 1930er Jahre Direktorin des Théatre des Amabassadeurs. 1958 übernahm sie auch die Leitung des Pariser Théâtre du Gymnase. Dort brachte sie bevorzugt Boulevardstücke und Dramen von Félicien Marceau und Françoise Sagan zur Aufführung.
Bell machte sich vor allem einen Namen als Tragödin. 1960 feierte sie einen späten Bühnenerfolg mit ihrer Darstellung der Madame Irma in Peter Brooks Inszenierung von Jean Genets Le balcon. Weitere Beachtung fand ihre Mitwirkung an Molières Der eingebildete Kranke und Der Menschenfeind, aber auch ihre Darstellung der Phädra und der Esther in klassischen Tragödien. Bell wirkte mehrfach in moderneren Stücken mit, etwa in Jean Cocteaus Renaud et Armide und Paul Claudels Der seidene Schuh.

## Kino
Bereits zur Stummfilmzeit, seit den ausgehenden 1920er Jahren, und bis zum Ausbruch des Zweiten Weltkriegs stand Bell häufig vor der Filmkamera. In den frühen Tonfilmjahren wirkte sie in mehreren französischen Fassungen deutscher Filme mit. 
Bedeutung erlangten insbesondere Bells Doppelrolle der Florence und der Irma in Jacques Feyders Fremdenlegionsdrama Die letzte Etappe (1934), einem Meisterwerk des poetischen Realismus, und ihr Part der Christine, die in Julien Duviviers Spiel der Erinnerung (1937) „eine deprimierende Reise in ihre eigene Vergangenheit“ unternimmt.
Nach Kriegsende wirkte Bell seltener in Kinofilmen mit. In mehreren Produktionen der 1960er Jahre ist sie noch in tragenden Nebenrollen des Charakterfachs zu sehen.

## Diverses
Der französische Staatspräsident Charles de Gaulle ernannte Marie Bell für ihre Verdienste um die Résistance während des Zweiten Weltkriegs zum Ritter der Ehrenlegion. 
1969 gehörte sie bei den Filmfestspielen in Cannes der Festivalsjury an.
Bell war mit dem Schauspieler Jean Chevrier (1915–1975) verheiratet.
Sie wurde in Monaco beerdigt.

## Filmografie
- 1924: Die Kinder von Montmartre (Paris)
- 1926: Abschiedswalzer (La valse de l'adieu)
- 1928: Madame Récamier
- 1929: Der Barbier von Sevilla (Figaro)
- 1929: La nuit est à nous
- 1930: Soker
- 1930: L'homme qui assassina
- 1931: La chance
- 1932: La folle aventure
- 1932: L'homme à l'hispano
- 1933: Caprices de princesse
- 1934: Die letzte Etappe (Le grand jeu)
- 1934: Fédora
- 1934: Poliche
- 1935: Le roman d'un jeune homme pauvre
- 1935: Sous la terreur
- 1936: La garçonne
- 1936: Quand minuit sonnera
- 1936: La tentation
- 1936: Blanchette
- 1936: Les demi-vierges
- 1936: Pantins d'amour
- 1937: La glu
- 1937: Spiel der Erinnerung (Un carnet de bal)
- 1938: Ehrenlegion (Legion d'honneur)
- 1938: Noix de coco
- 1939: La charrette fantôme
- 1940: Ceux du ciel
- 1942: Vie privée
- 1943: Oberst Chabert (Le colonel Chabert)
- 1962: Der Leopard (Il Gattopardo)
- 1963: Das leichte Geld der Liebe (La bonne soupe)
- 1965: Sandra (Vaghe stelle dell'orsa)
- 1966: Hotel Paradiso
- 1968: Phèdre
- 1973: Les volets clos